# Binnenpoldermolen
De Binnenpoldermolen was een wipmolen in de Binnenpolder te Voorschoten. De molen stond langs de Vliet, en loosde hierop het polderwater van de Binnenpolder. 
In 1927 werd de molen ontmanteld en vervangen door een elektrisch gemaal.